# Angela Brazil
Pour les articles homonymes, voir Brazil.
Angela Brazil (30 novembre 1868 - 13 mars 1947) fut l'une des premiers écrivains britanniques d'histoires «d'écolières modernes», écrites du point de vue des personnages et destinées principalement au divertissement plutôt qu'à l'instruction morale.
Dans la première moitié du XXe siècle, elle a publié près de 50 livres de fiction de filles, la grande majorité étant des histoires d'internat. Elle a également publié de nombreuses nouvelles dans des magazines.
Sans avoir créé le genre, elle l’a fortement modifié en le rendant moins moralisateur et plus divertissant. Ses romans, écrits du point de vue des pensionnaires, ont été très appréciés des jeunes lectrices jusque dans les années 1960. Mettant en scène des adolescentes actives, à l’esprit indépendant, ils ont été parfois mal vus et même interdits dans certaines écoles car ils étaient en décalage avec les représentations de l’Angleterre victorienne.
Angela Brazil s’est également beaucoup investie dans des associations comme la Société d’histoire naturelle et des sciences, la City Guild et la Young Women's Christian Association (YWCA).

## Source
- Agela-Brazil sur aventdudomainepublic.org